# Goldene Kamera 2006
Premiile Goldene Kamera în 2006 s-au acordat în Berlin.
| Goldene Kamera 2006                                                   |
| --------------------------------------------------------------------- |
| Barbara Rudnik - cea mai bună actriță germană                         |
| Ulrich Noethen - cel mai bun actor german                             |
| Charlize Theron - cel mai bun film internațional                      |
| The Pussycat Dolls - cel mai bun pop internațional                    |
| Xavier Naidoo - cel mai bun pop german                                |
| Die Luftbrücke – Nur der Himmel war frei - cel mai bun film TV german |
| Carmen Nebel - cel mai bun talkshow                                   |
| Hugo Egon Balder - cel mai bun talkshow                               |
| Jörg Pilawa - cel mai bun talkshow                                    |
| Thomas Hermanns - comedie                                             |
| Anna Maria Mühe - tinere speranțe                                     |
| Tim Mälzer - cea mai bună emisiune despre gătit                       |
| Rudi Carrell - operă actoricească                                     |
| Simone Thomalla - cea mai bună publicitate                            |
| Rudi Assauer - cea mai bună publicitate                               |